# فريدريك أدولف إيبرت
فريدريك أدولف إيبرت (بالألمانية: Friedrich Adolf Ebert)‏ هو أمين مكتبة ألماني، ولد في 9 يوليو 1791 في تاوخا في ألمانيا، وتوفي في 13 نوفمبر 1834 في درسدن في ألمانيا.